# لیگ عدالت: بی‌عدالتی برای همه
لیگ عدالت: بی‌عدالتی برای همه (انگلیسی: Justice League: Injustice for All) بازی ویدئویی توسعه‌یافته توسط سفایر و منتشرشده توسط میدوی گیمز در سال ۲۰۰۲ برای گیم بوی ادونس است. این بازی بر پایهٔ مجموعه پویانمایی لیگ عدالت است و هفت عضو لیگ عدالت را در یک بستر پهلو-پیمایش و بیت ام آپ با عناصر سکوبازی نشان می‌دهد. مرکزیت داستان بازی بر تلاش‌های لیگ عدالت برای جلوگیری از فاجعهٔ جهانی به‌دست گنگ بی‌عدالتی لکس لوتر است.
آغاز توسعهٔ بازی زمانی بود که استودیوی میدوی گیمز حقوق مجموعه‌های کمیک و مجموعه‌های تلویزیونی لیگ عدالت را به دست آورد که در جریان روند گسترده‌ای بود که ناشران بازی ویدئویی مجوز ابرقهرمانان کمیکی را اخذ می‌کردند. این بازی نقدهای متفاوتی از سوی منتقدان دریافت کرد و آن‌ها آن را به‌عنوان یک بازی مبارزه‌ای کوتاه و فرمول‌وار و متمایز از سایر آثار این ژانر در نظر گرفتند.

## گیم‌پلی

فلش، یکی از شخصیت‌های قابل بازی لیگ عدالت: بی‌عدالتی برای همه، می‌تواند از بالای سطوح ستونی بدود.

لیگ عدالت: بی‌عدالتی برای همه یک بازی پهلو-پیمایش و بیت ام آپ با عناصر سکوبازی است. بازیکن کنترل هفت عضو صاحب لقب لیگ عدالت را در دست می‌گیرد: سوپرمن، بتمن، واندر وومن، فلش، گرین لنترن، هاوک‌گرل و مارشن من‌هانتر. آن‌ها تلاش می‌کنند جلوی دسیسهٔ لکس لوتر برای شستشوی مغزی مردم جهان را بگیرند. بازی به دوازده لِوِل تقسیم شده‌است، که روند جلو رفتن آن غیرخطی است؛ اتمام یک لِوِل راه‌های شاخه‌ای به‌شمار دیگری از لول‌ها باز می‌کند که می‌تواند به هر ترتیبی انجام شود. در هر لول، به بازیکن دو شخصیت از لیگ اختصاص داده می‌شود که در هر زمان با دکمه انتخاب قابل تعویض هستند؛ همچنین اگر جان یکی از شخصیت‌ها به پایان برسد تعویض به‌طور خودکار رخ می‌دهد. جدا از پریدن و حمله‌های معمولی، شخصیت‌ها (به جز بتمن و فلش) با استفاده از دکمهٔ رهانیدن سمت راست می‌توانند پرواز کنند، در حالی که دکمهٔ رهانیدن سمت چپ یک تکنیک ویژه را فعال می‌کند. برای نمونه، مارشن من‌هانتر می‌تواند خود را لمس‌ناپذیز کند و از میان دیوارها بگذرد، در حالی که فلش با استفاده از ابرسرعت خود می‌تواند از سطوح عمودی بالا برود. هر لول نیازمند این است که بازیکن یکی از دستگاه‌های شستشوی مغزی لکس لوتر را پیدا و آن را نابود کند و همچنین یکی از اعضای گنگ بی‌عدالتی را در یک نبرد ضد غول آخر شکست دهد.

## داستان
لیگ عدالت هشدارهایی دربارهٔ حملهٔ ربات‌های لکس لوتر به متروپولیس دریافت می‌کند. سوپرمن و واندر وومن از حمله جلوگیری می‌کنند و با لکس لوتر مقابله می‌کنند که افشا می‌کند حمله یک انحراف بود. بتمن یک الگوی جهانی تشخیص می‌دهد که در آن شهروندان معمولی ارتکاب جنایت می‌کنند و درگیر یادزدودگی شده‌اند. در حالی که او فرکانس‌های عجیبی از یک آتشفشان در هاوایی دریافت می‌کند، لیگ متوجه حملهٔ جوکر به گاتهام سیتی و فیلیکس فاوست به تمیسکیرا می‌شود که منجر به تقسیم شدنشان به چندین تیم می‌شود. لیگ عدالت متوجه می‌شود که لوتر، لیگ بی‌عدالتی را تنظیم کرده و جوکر، فاوس و استار سفایر را به محافظت از دستگاه‌های انتقال‌دهنده معین کرده‌است. لیگ باری دیگر برای یافتن مرکز عملیات و کنترل لوتر تقسیم می‌شود. در حالی که بتمن و هاوک‌گرل جلوی آلترا-هیومنایت را در فعال‌سازی یک دستگاه شستشوی مغزی در ایستگاه فضایی بین‌المللی می‌گیرند، مارشن من‌هانتر و فلش به مقر شید در روسیه نفوذ می‌کنند و می‌فهمند که لوتر در حال آماده کردن ملاقاتی با یک گروه فرازمینی در رازول، نیومکزیکو است که بتمن و مارشن من‌هانتر مانع می‌شوند. لیگ از داده‌های به دست آمده متوجه می‌شود پایگاه لوتر در ماه واقع‌شده و پس از پاک‌سازی جو زمین از ماهواره‌های باقی‌مانده با لوتر مقابله می‌کنند. لوتر افشا می‌کند که او با فرازمینی‌ها قرار گذاشته بود که در ازای زمین، به او لیگ عدالت داده می‌شود. لیگ لوتر را شکست می‌دهد و از پایگاه او پیش از خودویرانی فرار می‌کنند.

## توسعه و انتشار
در ۲۹ آوریل ۲۰۰۲، میدوی گیمز حق انتشار بازی ویدئویی بر پایهٔ شخصیت‌های لیگ عدالت دی‌سی کامیکس و مجموعهٔ تلویزیونی پویانمایی لیگ عدالت را به دست آورد. این معامله در جریان روند گستردهٔ ناشران درگرفتن مجوز ابرقهرمانان کتاب‌های کمیکی اتفاق افتاد. لیگ عدالت: بی‌عدالتی برای همه توسط استودیوی سفایر و با نظارت براین کریستنسن توسعه یافت، همچنین کوین پاتر از میدوی و ایمز کیرشن و آدام شونک از سرگرمی تعاملی برادران وارنر نقش سازندگان را داشتند. جان و اندرو نیلسن به ترتیب نقش برنامه‌نویس ارشد و هنرمند ارشد را داشتند و در کنار جیسن ابلت بازی را طراحی کردند. داستان بازی توسط فلینت دیل نوشته شد و صدا بر عهدهٔ ریک بردشاو بود. بازی در ۲ اوت ۲۰۰۲ اعلام شد و در ۱۸ نوامبر به فروشندگان آمریکای شمالی فرستاده شد. یک نسخه نیز برای پلی‌استیشن ۲، ایکس‌باکس و گیم‌کیوب در دست توسعه بود اما هرگز منتشر نشد.

## پذیرش
| گردآورنده | امتیاز |
| --------- | ------ |
| متاکریتیک | 56/100 |

| ناشر         | امتیاز  |
| ------------ | ------- |
| آل‌گیم        | [ ۱۵ ]  |
| گیم اینفورمر | 4.25/10 |
| گیم‌اسپات     | 5/10    |
| گیم‌اسپای     | 52%     |
| گیم‌زون       | 7/10    |
| آی‌جی‌ان       | 5/10    |
| نینتندو پاور | 13/25   |

لیگ عدالت: بی‌عدالتی برای همه با توجه به جمع‌آوری مرور متاکریتیک، نقدهای «مختلط یا متوسط» دریافت کرد. جان ام. گیبسون از گیم‌اسپای و فرنک پروو از گیم‌اسپات این عنوان را به عنوان یک بازی مبارزه‌ای فرمول‌وار در نظر گرفتند که هیچ چیز منحصر به فردی برای متمایز ساختن خود از سایر بازی‌ها در ژانر خود انجام نداد، و طول بازی کوتاه در نظر گرفته شد، و کود کابوی از گیم‌زون اظهار داشت که او «این بازی را سریع‌تر از هرچه در سال‌های گذشته بازی کرده بود به پایان رساند». پروو به همراه کود کاوبوی و برت آلان وایس از آل‌گیم نوشتند که این بازی برای طرفداران جوان سریال تلویزیونی لذت بخش خواهد بود، اما گیبسون هشدار داد که فراوانی «نقطه‌های گلوله‌ای بیش‌ازحد معمولی» حتی طرفداران سرسخت را هم دلسرد می‌کند، و کریگ هریس از آی‌جی‌ان به این نتیجه رسید که فقدان طراحی بازی از پالایش، به پتانسیل آن برای کنترل کردن گروهی از ابرقهرمانان خیانت کرد. اندرو راینر از گیم اینفورمر از چالش‌های خسته‌کننده و طراحی غیر جاه‌طلبانهٔ بازی ناامید شد و آن را به‌عنوان «یکی دیگر از بازی‌های مبارزه پهلو-پیمایش ضعیف» رد کرد که «یکنواخت و بی‌اهمیت» بود.
با وجود اینکه متنقدان نینتندو پاور کنترل‌های بازی را مستحکم می‌دانستند، هریس و وایس از تشخیص برخورد به‌شدت سخت‌گیرانه انتقاد کردند هریس توضیح داد که شخصیت‌ها نمی‌توانند هیچ اقدام اصلاحی را در میانهٔ پویانمایی انجام دهند. نبردهای بازی ابتدایی و سطحی تلقی می‌شدند و گفته می‌شد که دشمنان و غول‌ها به هیچ راهبردی غیر از به‌کارگیری حملات اولیه نیاز ندارند. گیبسون افزود که تنوع کم دشمنان افزونگی و قابلیت پیش‌بینی آنها را تقویت می‌کند. پروو از میزان توانایی‌های شخصیت‌ها راضی بود، اما گفت که طراحیِ سطح فرصت زیادی برای استفاده از آنها ایجاد نمی‌کند. کود کابوی گفت که سهولت مبارزه، توانایی‌های ویژه را غیرضروری می‌کند، احساسی که وایس هم داشت. کود کابوی و وایس از نبود قابلیت گزینش دو شخصیت برای هر لول ناامید شدند و هریس و وایس گفتند بازی می‌توانست با وایکینگ‌های گمشده قابل‌ قیاس باشد اگر همکاری میان شخصیت‌ها بهتر اجرا می‌شد و طراحی سطح الهام‌آمیزتر و تخیلی‌تر بود.